# 1994년 10월
| 1994년: 1월 · 2월 · 3월 · 4월 · 5월 · 6월 · 7월 · 8월 · 9월 · 10월 · 11월 · 12월 |

| <          | 1994년 10월 | 1994년 10월 | 1994년 10월 | 1994년 10월 | 1994년 10월 | >           |
| 일         | 월          | 화          | 수          | 목          | 금          | 토          |
|            |             |             |             |             |             | 1 8.26 경신 |
| 2 27 신유  | 3 28 임술   | 4 29 계해   | 5 9.1 갑자  | 6 2 을축    | 7 3 병인    | 8 4 정묘    |
| 9 5 무진   | 10 6 기사   | 11 7 경오   | 12 8 신미   | 13 9 임신   | 14 10 계유  | 15 11 갑술  |
| 16 12 을해 | 17 13 병자  | 18 14 정축  | 19 15 무인  | 20 16 기묘  | 21 17 경진  | 22 18 신사  |
| 23 19 임오 | 24 20 계미  | 25 21 갑신  | 26 22 을유  | 27 23 병술  | 28 24 정해  | 29 25 무자  |
| 30 26 기축 | 31 27 경인  |             |             |             |             |             |

| 편집하기 |

## 1994년10월 31일
- 5명을 연쇄살인한 혐의로 구속된 지존파 일당 전원과 온보현 사건을 일으킨 혐의로 구속된 온보현에게 1심 재판부가 사형을 선고하다.

## 1994년10월 24일
- 대한민국 충북 충주에서 충주호 유람선 화재 사고가 일어나다.

## 1994년10월 21일
- 오전 7시 40분경 성수대교가 붕괴하여 시내버스 1대, 승합차 1대, 승용차 4대 등 총 6대의 차량이 추락, 32명이 사망하고, 17명이 부상당하다.

## 1994년10월 11일
- 조선민주주의인민공화국, 단군릉 복원공사를 완료하다.

## 1994년10월 9일
- 황영조 선수가 히로시마 아시안 게임의 마라톤 경기에서 우승하다.

## 1994년10월 8일
- 박경리의 대하소설인 《토지》가 완간되다.

## 1994년10월 6일
- 양평 일가족 생매장 사건의 범인 오태환 등 흉악범 15명에 대한 사형이 집행되었다.

## 1994년10월 5일
- 45세 권투 선수 조지 포먼이 마이클 무어를 누르고 최고령 헤비급 챔피언이 되었다.

## 1994년10월 2일
- 일본 자위대 병력 470명이 르완다에 제2차 세계 대전 종전 이후 처음으로 해외에 파견하다.
- 일본 제12회 히로시마 아시안 게임이 개막하다.

## 1994년10월 1일
- 팔라우가 독립하다.